# Villa An der Balge 1
Die Villa An der Balge 1 in der niedersächsischen Gemeinde Loxstedt, Ortsteil Fleeste, im Landkreis Cuxhaven, stammt aus dem 19. Jahrhundert. Aktuell (2024) wird sie als Wohn- und Geschäftshaus genutzt.
Das Gebäude steht unter Denkmalschutz (siehe auch Liste der Baudenkmale in Loxstedt).

## Geschichte
Das eingeschossige traufständige verputzte Gebäude auf höherem Sockel, mit schiefergedecktem flachen Satteldach auf Drempel mit Mezzaningeschoss sowie mit einem zweigeschossigen mittigen Giebelrisalit mit Freigespärre an der Osttraufe, wurde um 1870 gebaut. Fenstereinfassungen der differenzierten Fenster, Eckquaderungen sowie Gesims- und Lisenenbändern in Stuck zieren die Fassade. Die repräsentative Villa mit Freitreppe und Rampe zum Eingang steht in einem großen Garten mit einer schmiedeeisernen Einfriedung und von einem wasserführenden Graben umflossen.
Das Landesdenkmalamt befand u. a.: „… aus geschichtlichen und städtebaulichen Gründen wegen des orts-, bau- und kunstgeschichtlichen, gebäudetypischen, orts- und anlagenbildprägenden Zeugniswerts ….“